# Narborough (Norfolk)
Narborough è un villaggio e parrocchia civile dell'Inghilterra, appartenente alla contea del Norfolk.